# 中安科
中安科股份有限公司（簡稱中安科股份和中安科，上交所：600654），原名中安消股份有限公司（中安消），在1948年，由當時民營資本，於上海（總部）成立前身「利闻无线电行」，后改组为股份制企业，名称为上海飞乐股份有限公司，曾為上海仪电电子（集团）有限公司主要旗下公司。
董事長為黄峰，首席執行官為邱忠成。業務在中國內地和全球經營智慧城市系统集成和产品。旗下子公司中安消技术有限公司成立于1997年。
股份在1988年4月18日，當時於中國工商銀行上海静安信托业务部首家柜台上市。其後在1990年12月19日轉在上海證券交易所上市，稱為「老八股」。2014年末，中安消技术有限公司通过借壳飞乐股份的方式实现A股上市，股票简称改为“中安消”。2019年5月31日，中安收到中国证监会行政处罚决定书，因上述虚假陈述行为，被重组方中恒汇志、中安消技术、实际控制人涂国身等相关责任人员及上市公司受到行政处罚。

## 連結
- zhonganxiao.com （页面存档备份，存于）